# Kumankata
Kumankata (in bulgaro Куманката?, la donna cumana) è, nella storiografia bulgara, il nome con cui si indica la nobildonna cumana che sposò due zar di Bulgaria, Kalojan e Boril. Il suo vero nome è ignoto ed è menzionata solo da due fonti, nessuna delle due bulgara.
Lo storico bizantino Giorgio Acropolita afferma che, dopo la morte di Kalojan, Boril, il figlio di sua sorella, "sposò la zia scita". Sulla base di questa fonte non risulta certo se la zarina fosse cumana o se appartenesse a un'altra popolazione che potrebbe essere definita "scita". Lo storico Veselin Ignatov, considerate le forti relazioni tra la dinastia Asen e i cumani, ritiene che la sua ascendenza cumana sia la più probabile, ma non l'unica.
Il monaco cistercense Alberico delle Tre Fontane, nel suo Chronicon scritto intorno al 1241, riprende una storia che aveva sentito da un prete fiammingo che sosteneva di aver visitato la capitale bulgara di Tarnovo. Il prete riferiva che la zarina si era innamorata di Baldovino I, imperatore latino prigioniero dei bulgari. Mentre il marito Kalojan era lontano, la zarina inviò a Baldovino una lettera d'amore, promettendogli che lo avrebbe aiutato a fuggire se l'avesse portata con sé e incoronata imperatrice. Quando Baldovino la rifiutò, lei si lamentò con il marito, sostenendo che l'imperatore prigioniero aveva cercato di convincerla ad aiutarlo a fuggire, proponendole di sposarla. Kalojan le credette e una notte, ubriaco, fece uccidere Baldovino. L'infondatezza del racconto è dimostrata, tra gli altri, dallo storico Veselin Ignatov.
L'anno di nascita della zarina e il nome che le fu dato alla nascita non sono noti, ma sembra probabile che in vista del matrimonio con Kalojan si sia convertita al cristianesimo e abbia adottato il nome di Anna.
Nel 1207 lo zar Kalojan morì, e la vedova ne sposò il nipote e successore, Boril. Questo fatto, unito alla probabile origine cumana del presunto assassino di Kalojan, Manastur, spinse molti storici a credere che la Kumankata e Boril facessero parte di una cospirazione contro lo zar. Nonostante le differenze nelle loro convinzioni sulle ragioni della morte di Kalojan (cospirazione di bizantini e latini, morte per motivi naturali) storici come Ivan Duichev, Ivan Bogilov, Genoveva Tzancova-Petkova e Veselin Ignatov sostengono che il matrimonio di Boril con la zarina vedova fosse solo un modo per legittimare la sua ascesa al trono.
Come per il matrimonio con Kalojan, anche la data del matrimonio con Boril è sconosciuta. I cumani sostennero l'ascesa al trono di Boril, anche se qualche anno dopo si rivoltarono contro di lui. È probabile che Boril abbia ripudiato la zarina e l'abbia mandata in monastero, dove si fece monaca assumendo il nome di Anisia.
In seguito Boril sposò Elisabetta di Courtenay, una nipote dell'imperatore latino Enrico di Fiandra. Zlatarsky sostiene che Maria, la principessa che Boril diede in sposa ad Enrico di Fiandra, fosse la figlia della Kumankata e di Kalojan.